# بوگویواتس (پروکوپیه)
بوگویواتس (به صربی: Bogujevac) یک منطقهٔ مسکونی در صربستان است که در پروکوپلیه واقع شده‌است. بوگویواتس ۲۶ نفر جمعیت دارد.